# 탱크 아르헨티노 메디아노
탱크 아르헨티노 메디아노(스페인어: Tanque Argentino Mediano, 약칭 TAM)는 아르헨티나 육군에서 사용하고 있는 중형전차이다. 아르헨티나 국방부가 전차를 기획한 경험 및 전차에 필요한 자원의 부족으로 독일 회사인 티센-헨셀에게 연락했다. 독일과 아르헨티나의 엔지니어 팀이 TAM을 개발했고, 독일 마더에 기초를 두고 만들어졌다. TAM은 현대적이고 빠른 전차였지만 차체가 낮았고 화력은 충분했다. 1974년 개발이 시작된 이래로 3개의 시제전차가 1977년 제작되었고, 1979년부터 본격적인 양산에 들어갔다. 1983년 경제 불황으로 인해 일시적으로 생산이 중단되었지만 1994년부터 약 1년간 아르헨티나의 육군의 수요에 맞게 재생산되었다.

## 배경
아르헨티나는 사용된 M4 셔먼과 영국이 M4 셔먼을 독자 개량한 셔먼 파이어플라이를 사용하고 있었는데, 너무 노후화되어 1970년대 중반부터 새로운 후계 전차를 찾게 되었다. 마침 마더 1 보병전투차를 개발했던 독일의 테센/헨센사는 마더의 차체에 105mm 전차포를 탑재한 모델을 남아메리카와 동남아시아 국가들에 제안하고 있었고, 이 차량에 아르헨티나가 관심을 갖고 1976년에 3대의 시제품을 수입하여 테스트했다.
성능에 대략 만족한 아르헨티나는 1977년부터 부에노스아이레스에서 양산에 들어가 1986년까지 170여대를 생산했다. 원래 경전차 200대와 보병전투차 300대를 생산할 계획이었지만, 경제 상황이 악화되어 전차 170대, 보병전투차 180대로 생산이 종료되었다. 아르헨티나 이외에 페루나 파나마, 에콰도르 등에서 이 전차의 채용을 검토하기도 했지만, 무산되었고, 아르헨티나가 유일한 운용국이다.

## 성능
TAM 전차는 마더 보병전투차의 차체에 레오파르트 1A4와 흡사한 모양의 포탑을 탑재하고 있는데, 이 포탑은 원래 마더의 보병 탑승공간에 설치되었다. 170여대 대부분에 라인메탈사의 전차포가 탑재되었으나, 초기 생산형에는 영국 로열 오드넌스의 L7A1 105mm 전차포가 탑재되었고, 후기에는 프랑스제의 CN-105-57 105mm 전차포가 탑재되었다. 사용하는 탄종은 날개안정식 철갑 예광탄(APFSDS-T, Armor-Piercing, Fin-Stabilized Discarding Sabot-Tracer), 대전차고폭예광탄(HEAT-T), HESH, 고폭탄(HE, High Explosive) 등을 사용한다. 포탄은 포탑에 20발, 차체에 30발 등 모두 50발을 탑재하며 공격력은 2세대 전차나 3세대 초기형 전차를 상대할 수 있다.
사격통제장치는 차장용 조준경은 없으며, 포수용 조준경이 사방을 돌며 주변을 관측하면 그 정보를 포수와 전차장이 같이 이용하는 수준이었다. 차장용 조준경은 비용 문제로 채택이 안되었다. 그러나 사격통제장치는 열영상 장치, 레이저 거리측정기로 구성되어 3세대 급이었다.
그러나 공격력에 비해 방어력은 형편없어서 차체 측면은 7.62mm 탄을 겨우 막을 정도이고, 포탑도 전면에서 14.5mm 탄을 막아내는 정도다.

## 변형
- VCTP 보병전투차(스페인어: Vehiculo Combate y Transporte Personal) - 역시 마더의 차체를 이용하여 개발한 보병전투차다. 엘리콘사제 20mm 기관포를 장착했다
- VCTM 박격포 차량 - VCTP 보병전투차에 120mm 박격포를 탑재한 자주 박격포 차량 (스페인어: Vehiculo Combate Transporte Mortero)
- VCA 자주포 - 155mm 포를 탑재한 자주포.(스페인어: Vehiculo Combate Artilleria)
- VCLC(스페인어: Vehiculo Combate Lanza Cohetes) - 160 mm 로켓 발사 차량
- VCPC(스페인어: Vehiculo Combate Puesto Comando) - 지휘통신차량
- VCDT(스페인어: Vehiculo Combate Direccion Tiro) - 자주포 사격지휘 및 통제 차량
- VCMun(스페인어: Vehiculo Combate Transporte de Munición) - 자주포 탄약보급차
- VCRT(스페인어: Vehiculo Combate Recuperador Tanques) - 구난차량

## 참고자료
- 밀리터리 리뷰 2006년 7월호.
- http://www.enemyforces.com/tanks/tam.htm 보관됨 2006-11-13 - 웨이백 머신